# Bebedoura rugosa
Genre
Espèce
Bebedoura rugosa, unique représentant du genre Bebedoura, est une espèce d'opilions laniatores de la famille des Escadabiidae.

## Distribution
Cette espèce est endémique de l'État de São Paulo au Brésil. Elle se rencontre vers Bebedouro.

## Description
Le mâle holotype mesure 3 mm.

## Publication originale
- Roewer, 1949 : « Über Phalangodiden I. (Subfam. Phalangodinae, Tricommatinae, Samoinae.) Weitere Weberknechte XIII. » Senckenbergiana, vol. 30, p. 11–61.